# Malgretoute (Soufrière)
Malgretoute es una localidad de Santa Lucía que forma parte del distrito de Soufrière.